# 櫻川以智
櫻川以智（日语：〔〕／ Sakuragawa Ichi；1860年11月17日—1945年），日本薩摩國（今鹿兒島）人，在臺灣宜蘭地區長期擔任幼稚園保姆。

## 生平
櫻川以智在萬延元年（1860年）和曆十月五日出生於薩摩國，為藩士伊集院清右位門長女:163。1874年畢業於鹿兒島女學校:163，1878年受到鹿兒島政府補助學費:89，進入東京女子高等師範學校保姆養成所就讀，1881年2月畢業，回到鹿兒島擔任幼稚園保姆:163。1882年與櫻川能保結婚，1898年來臺，因丈夫在宜蘭廳擔任公職，乃遷居宜蘭，居於宜蘭公園內宿舍:163。
1900年擔任宜蘭小學校教諭，1910年辭職後籌設宜蘭幼稚園:163，1904年宜蘭愛國婦人會成立時擔任宜蘭市區委員:369。1912年佐藤德治創辦宜蘭第一間幼教機構「宜蘭兒童遊戲會」，聘請櫻川以智擔任保姆:164。1924年佐藤和櫻川再度設立「香園幼稚園」，主要招收臺灣兒童，亦有少數日本兒童入學:164。1922年獲臺北州表揚，因此前來臺北，時任總務長官後藤文夫之妻後藤治子特地到臺北車站接她:368。1925年11月3日再度受到表揚，同月14日宜蘭婦人會在宜蘭公會堂舉辦慶祝櫻川受到表揚的典禮，三千名會員之中有一千人前來參加:368-369。1936年獲愛國婦人會表揚，1940年獲頒藍綬褒章:90。
櫻川曾表示在宜蘭照顧臺日兒童是至高無上的喜悅，有些經其照顧的幼童長大後變得很有名望，仍與自己保持聯絡，這是令她最快樂的事:90。1941年日本進軍東南亞，其創立「宜蘭市婆婆會」辦理演藝會等慰問活動，並鼓勵宜蘭幼稚園及香蘭幼稚園幼童進行國防獻金，亦和宜蘭市軍事援護會、愛國婦人會舉辦遺家庭洋裁衣講習會:168。1945年日本戰敗，櫻川以智在礁溪得知消息後絕食身亡:168:369。